# Sastamala
Sastamala is een gemeente en een Stad in de Finse provincie West-Finland en in de regio Pirkanmaa. De gemeente is een Fusie gemeente ontstaan in 2009 uit de voormalige gemeenten Äetsä, Mouhijärvi en Vammala.

## Geografie
Sastamala heeft een oppervlakte van 1.429,15 km² en grenst aan de buurgemeenten Huittinen, Hämeenkyrö, Ikaalinen, Kankaanpää, Kokemäki, Lavia, Nokia, Punkalaidun, Ulvila, Urjala en Vesilahti.

## Bevolking
Sastamala heeft een bevolking van 23.734 inwoners (2022) en Fins wordt er het meeste gesproken, door zo'n 98,7% procent van de bevolking. Daarnaast wordt er Zweeds gesproken door zo'n 0,2% procent en de overige talen door 1,2% procent van de bevolking.
In Stastamala is 61,8 % procent van de bevolking tussen de 15 en de 64 jaar oud.